# Ольшавці
Ольшавце (словац. Oľšavce) — село в Словаччині, Бардіївському окрузі Пряшівського краю. Розташоване в північно-східній частині Словаччини, у південно-західній частині Низьких Бескидів в долині Чермошини, притоки Топлі.
Вперше згадується у 1383 році.

## Населення
| Рік:            | 1994. | 2004.   | 2014.   | 2024.    |
| --------------- | ----- | ------- | ------- | -------- |
| Кількість осіб: | 171   | 166     | 181     | 159      |
| Різниця:        |       | -2,92 % | +9,03 % | -12,15 % |

| Рік:            | 2023. | 2024.   |
| --------------- | ----- | ------- |
| Кількість осіб: | 158   | 159     |
| Різниця:        |       | +0,63 % |

В селі проживає 162 осіб.
Національний склад населення (за даними останнього перепису населення — 2001 року):
- словаки — 99,42 %
- українці — 0,58 %

Склад населення за приналежністю до релігії станом на 2001 рік:
- протестанти — 59,30 %,
- римо-католики — 38,37 %,
- греко-католики — 2,33 %,